# Froschsee (Ruhpolding)
Der Froschsee liegt im oberbayerischen Landkreis Traunstein im Gebiet Gemarkung Zell der Gemeinde Ruhpolding, etwa 4,6 Kilometer östlich des Ortskerns (Luftlinie) und 500 Meter von der Gemeindegrenze zu Inzell entfernt. Knapp 500 Meter südlich zieht von West nach Ost die Deutsche Alpenstraße, hier B 305, vorbei.

## Beschreibung
Der in die Ostrichtung ausgelängte, flachgründige, maximal 6 Meter tiefe Froschsee befindet sich auf 741,8 Meter Höhe am Nordabhang des Rauschbergs, auf einer Einsattelung im Verbindungsrücken zwischen dem Talkessel von Ruhpolding im Westen (656 m) und dem Talkessel von Inzell im Osten (693 m). Er hat einen südlichen Zulauf durch den Pointner Graben – einen Quellbach, der von der unterhalb der Roßgasse gelegenen Weißen Wand am Nordfuß des Rauschbergs herabkommt. Am Nordostende wird der 430 Meter lange und 100 Meter breite See vom Froschbach entwässert. Der Froschbach fließt nach Nordnordosten über den Maderbach (auch Mahder Bach) zur Roten Traun hin ab.
Einen Kilometer nordwestlich des Froschsees erhebt sich der Auer Berg (903 m), hinter Oberhausen im Norden die Sulzbergschneid (1159 m) und weiter im Nordwesten der Zinnkopf (1222 m).
Der See wird von den Ruhpoldinger Ortschaften Point, Oberhausen, Schürzbichl, Reiten und Endsee umringt. Von der B 305 zweigt in Richtung Inzell nach links eine Seitenstraße ab (Froschseer Straße), die durch Point und Oberhausen weiter gen Inzell führt. Die anderen Ortschaften am See können ebenfalls von der Deutschen Alpenstraße aus erreicht werden.

## Geologie

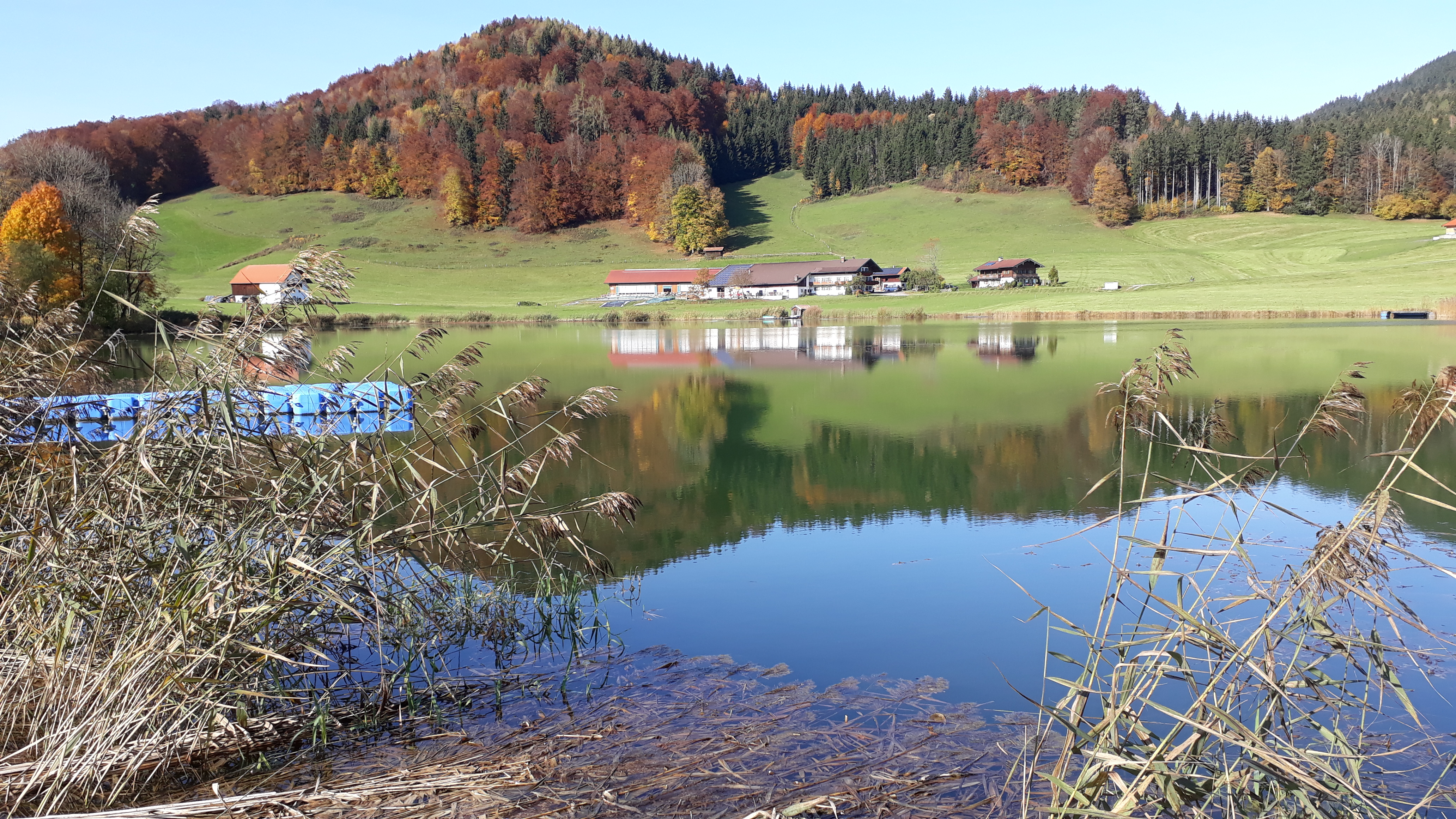
Blick über den Froschsee nach Westen zur Ortschaft Point und dem Auer Berg (903 m)

Die vom Froschsee eingenommene Geländepfanne mit ihren rezenten Seesedimenten wird von anmoorigem Boden des Holozäns unterlagert, der sich auf Moränenmaterial der Würm-Kaltzeit gebildet hatte. Dieses Moränenmaterial stammt sowohl vom Weißtraungletscher, der aus der Ruhpoldinger Talung nach Osten herüberfloß, als auch vom Rottraungletscher des Inzeller Talkessels. Der Weißtraungletscher überwand hierbei die Einsattelung zwischen Zeller Berg (1065 m) und Auer Berg, entsandte aber außerdem einen Seitenast südlich des Auer Bergs. Beide Ferneismassen berührten sich damals am Froschsee und hinterließen auch Wallformen, so z. B. der Weißtraungletscher bei Labenbach, Rauchenbichl und Aschenau und der Rottraungletscher bei Schürzbichl und Ramsen. Der Moränenwall westlich von Ramsen und nördlich Schürzbichl enthält sogar Riesenblöcke von Wettersteinkalk. Auf der Südseite des Froschsees liegen ferner Moränenablagerungen des Lokalgletschers vom Hinteren Rauschberg, der durch die Roßgasse nach Norden herabgeströmt war. Die Ferneismassen standen am Froschsee auf zirka 850 Meter Höhe, lagen also gut 100 Meter über dem jetzigen Seespiegel, der Auer Berg ragte jedoch noch aus ihnen hervor.
All diese pleistozänen Lockersedimente verdecken die unterlagernden kalkalpinen Gesteine der Allgäu-Decke des Bajuvarikums, die im Auer Berg (als Hauptdolomit und Kössener Schichten) und unterhalb von Schürzbichl (als Hauptdolomit) anstehen. Unmittelbar nördlich von Oberhausen verläuft bereits die Deckenstirn zur Flyschzone, zu der die Sulzbergschneid und der Zinnkopf gehören.

## Ökologie
Der Froschsee ist ein weitgehend natürlicher, der Erholung dienender See, der aber zur Eutrophierung neigt.
Der Froschsee bildet einen integralen Bestandteil des Landschaftsschutzgebiets Nummer LSG-00079.01, das im Abschnitt Zwing (Nachbargemeinde Inzell) bis Sichertsau (bzw. Sichernau – südlich Laubau) einen Landschaftsstreifen beiderseits der Deutschen Alpenstraße schützt.

## Fotogalerie

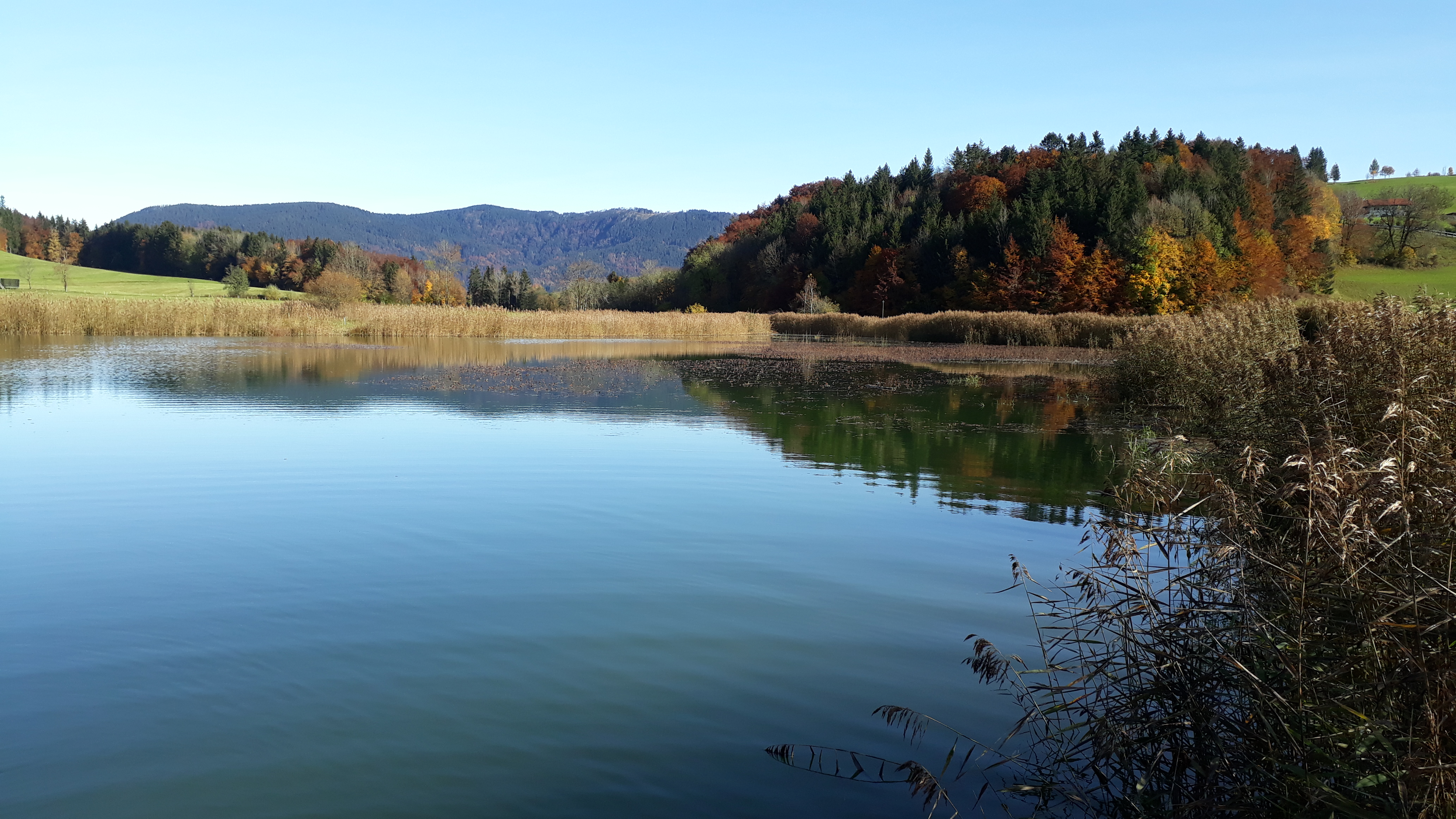
Blick nach Ostnordost über den Froschsee in Richtung Teisenbergkopf (1264 m) im Hintergrund.
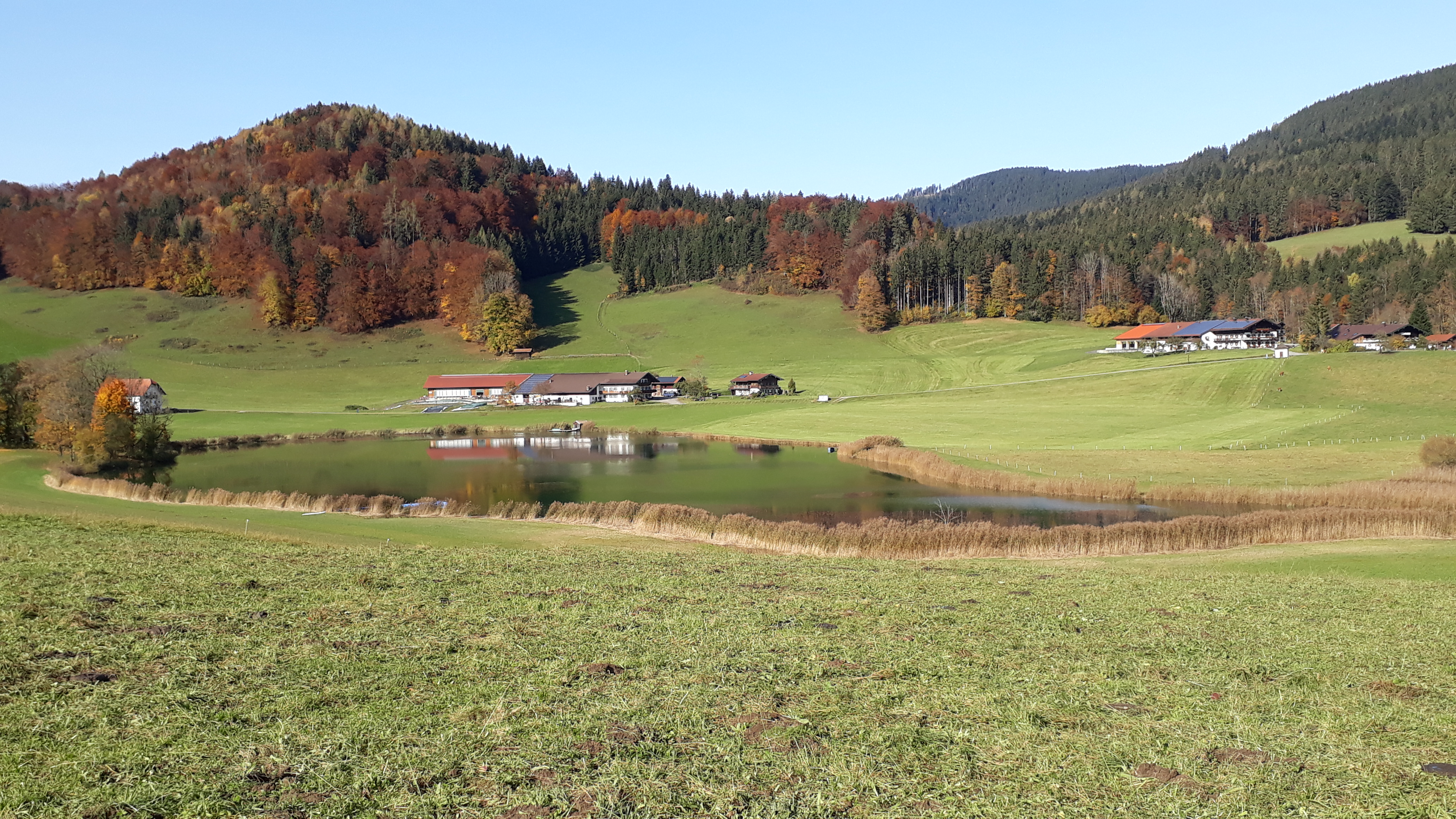
Nordwestaussicht, im Hintergrund die Höfe Point (links) und Oberhausen (rechts).
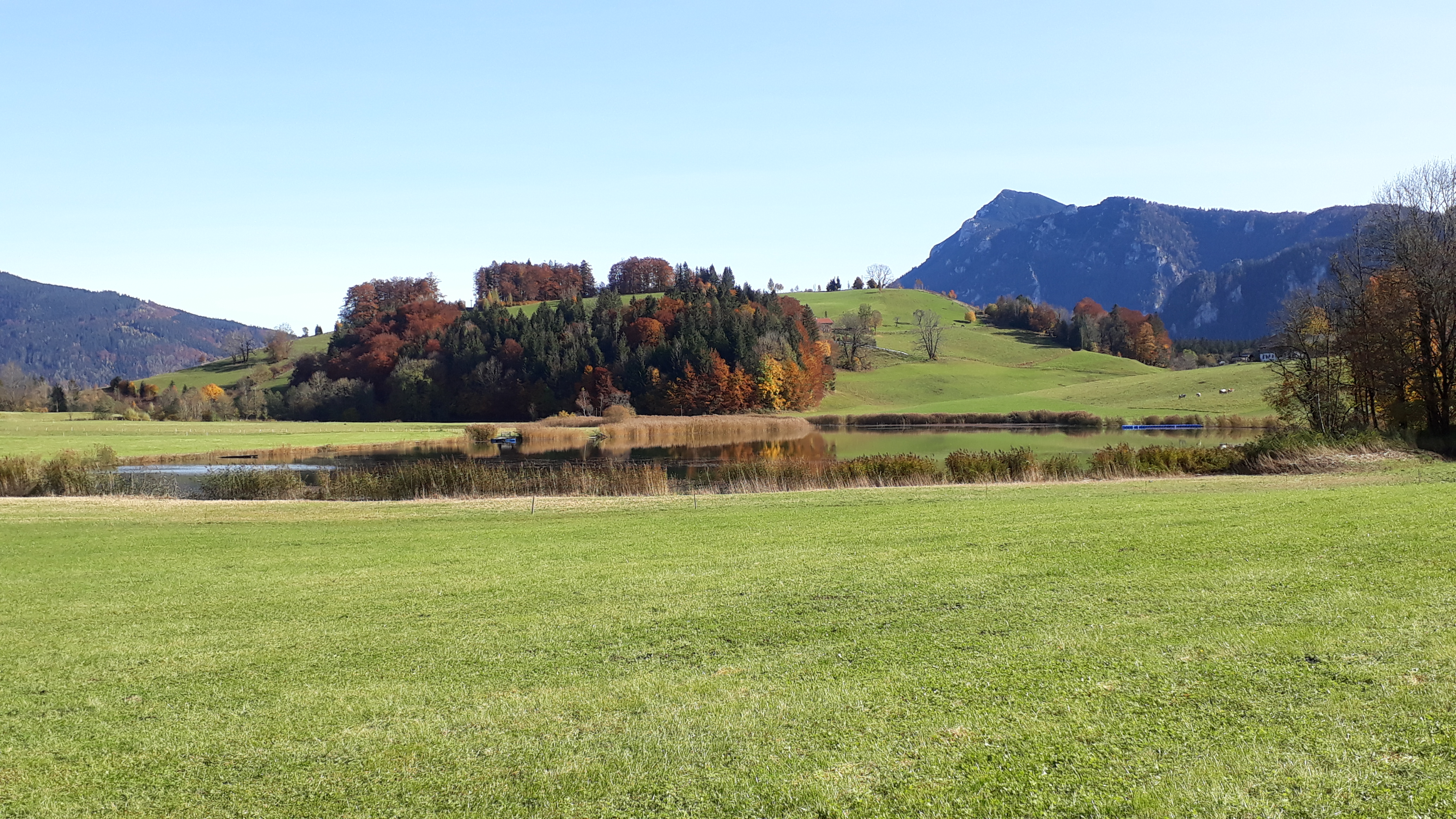
Ostblick zur Seitenmoräne von Schürzbichl. Im Hintergrund rechts der Gamsknogel, links erhebt sich der Teisenberg.
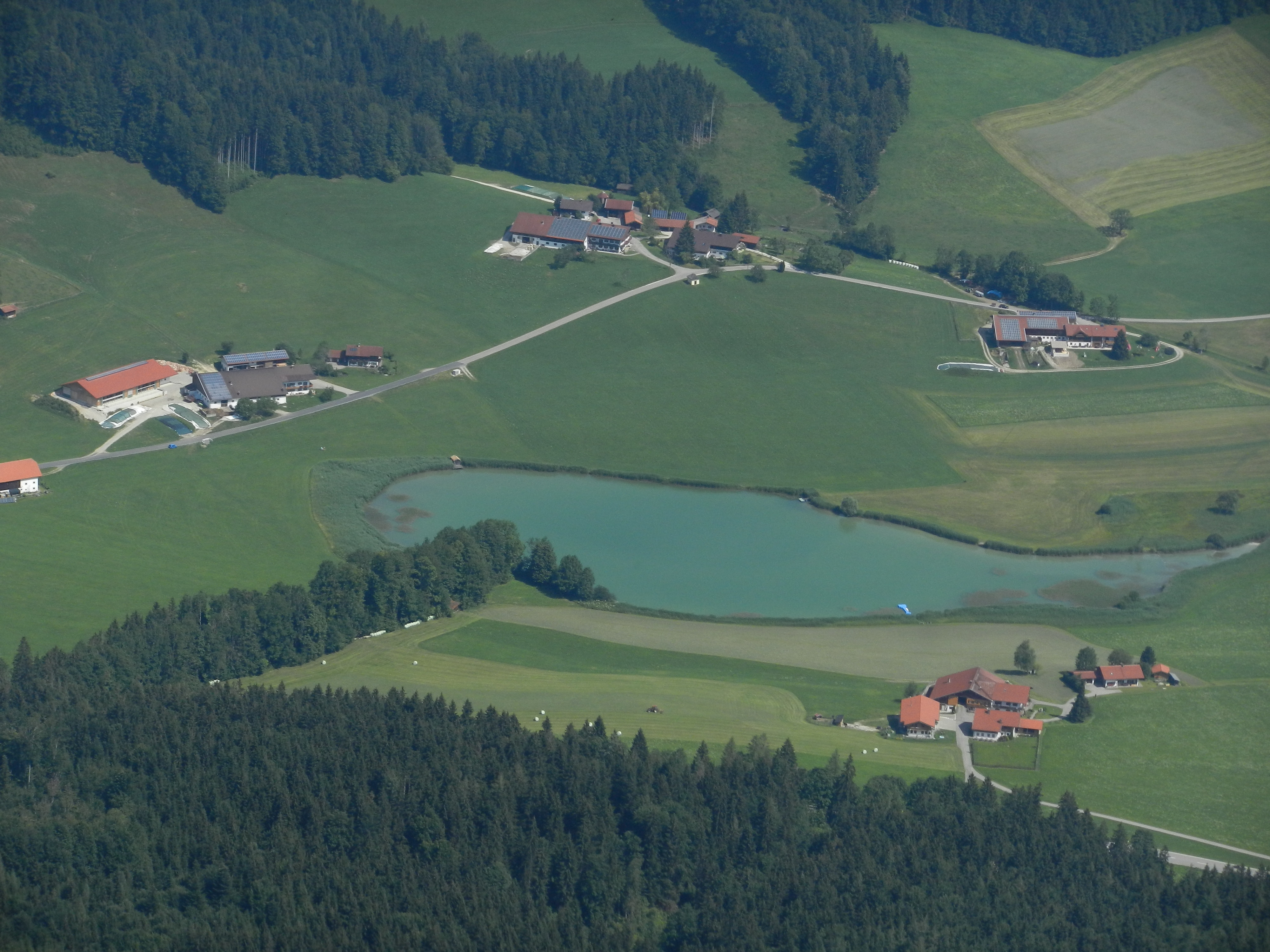
Tiefblick vom Streicher nach Norden hinunter zum Froschsee mit den Ortsteilen Point, Oberhausen und Endsee

## Weblink
- Wasserwirtschaftsamt Traunstein: Gewässerdaten Froschsee